# Озеро Вечности
О́зеро Ве́чности (лат. Lacus Temporis) — лунное море, расположенное в северо-восточном квадранте видимой стороны Луны. Селенографические координаты объекта — 45°54′ с. ш. 58°24′ в. д. / 45,9° с. ш. 58,4° в. д., диаметр составляет 117 км.

## Описание
Озеро Вечности состоит из двух округлых участков, приблизительно равных по размеру, и включает в себя два небольших кратера, находящихся на пересечении этих двух участков. Оба эти участка покрыты базальтовой лавой.
К юго-западу от Озера Вечности расположен кратер Шевалье (лат. Crater Chevallier), а к юго-востоку — кратер Керрингтон.